# Benedizione eucaristica

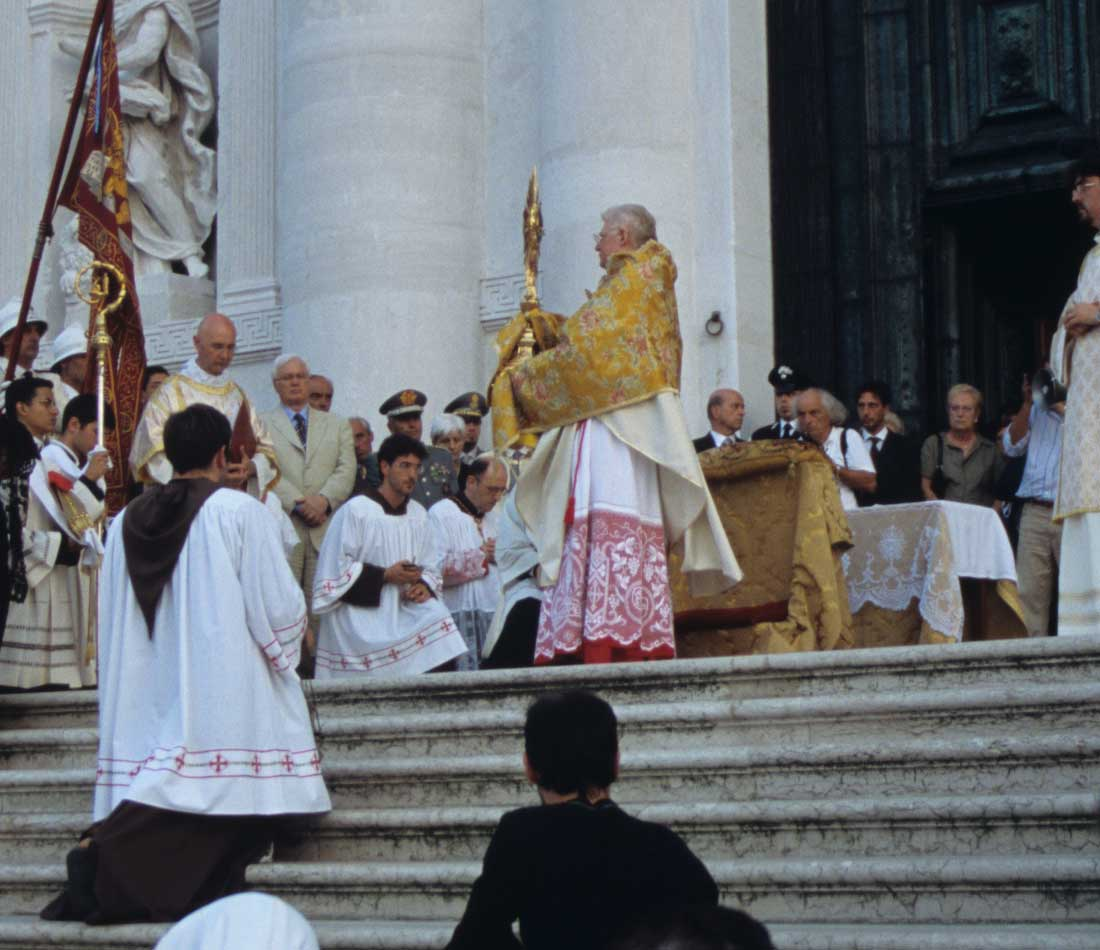
Benedizione eucaristica impartita dal cardinale Angelo Scola

La benedizione eucaristica è un rito particolare e sacramentale della Chiesa cattolica. Si tratta essenzialmente di una benedizione praticata per mezzo della specie del pane consacrato contenuto a sua volta nell'ostensorio.

## Liturgia
Secondo la fede della Chiesa Cattolica, Cristo è realmente presente nel pane consacrato e in virtù di questo dogma la benedizione eucaristica assume caratteri esteriori solenni. Infatti, tra le particolari attenzioni verso l'eucaristia, sono contemplate tre incensazioni, orazioni cantate, utilizzo di determinati paramenti che evidenziano la particolare dignità dell'azione come il piviale e il velo omerale e, se l'azione dovesse svolgersi all'esterno, l'officiante che reca l'ostensorio è protetto dal baldacchino o da un ombrello specifico. Prima e dopo la benedizione, il Santissimo Sacramento viene esposto sulla mensa; anche qui, per esaltare l'importanza dell'azione, l'ostensorio è sopraelevato rispetto alla mensa da un tronetto metallico ornato e circondato da consistenti candelieri. Solitamente per tutta la durata del rito i fedeli e il clero stanno inginocchiati e rivolti verso l'eucaristia. Colore liturgico nel rito romano è il bianco.

## Descrizione del rito
Essendo un rito di solito piuttosto breve, se ne può tracciare una descrizione specifica:
- Esposizione: il celebrante (o un altro ministro ordinato) si accosta al tabernacolo, prende l'ostensorio (oppure la pisside) recante l'ostia consacrata e lo depone sulla mensa. I fedeli si preparano inginocchiandosi e cantando un canto adatto, solitamente è il noto O sacrum convivium. Al contempo il celebrante incensa il Santissimo Sacramento. Nel giorno del Corpus Domini è d'obbligo utilizzare esclusivamente l'ostensorio.
- Adorazione: è un momento di silenzio e di preghiera interiore. Talvolta il rito della benedizione eucaristica può essere ripreso da questo punto, specialmente dopo adorazioni eucaristiche prolungate (come le quarant'ore) o le processioni eucaristiche (come quella del Corpus Domini).
- Invocazioni: è consuetudine aggiungere le litanie lauretane, od altre litanie specifiche, o giaculatorie.
- Orazione: il celebrante a questo punto intona la preghiera propria rivolta al Santissimo Sacramento.
- Tantum ergo: terminata l'orazione, i fedeli intonano le ultime due strofe del Pange Lingua (comunemente note come Tantum ergo). Il celebrante procede con l'incensazione.
- Benedizione: il celebrante, impugnando l'ostensorio (per mezzo del velo omerale, indossato da solo o sopra il piviale, a seconda dell'importanza della celebrazione), traccia sui fedeli un segno di croce. In questa particolare benedizione l'officiante non pronuncia nessuna formula restando pertanto in silenzio. Durante la benedizione viene suonato il campanello per 3 volte e molto spesso essa è accompagnata dall'incensazione e dal suono dell'organo, in modo non invasivo.
- Reposizione: terminata la benedizione, il celebrante pone l'ostensorio nuovamente sulla mensa e, solitamente, si recita la preghiera del Dio sia Benedetto, durante la quale procede alla reposizione del Santissimo Sacramento nel tabernacolo.

Da notare che la benedizione eucaristica era la pratica liturgica vespertina più diffusa nella Chiesa cattolica prima del Concilio Vaticano II, che pose la santa Messa al centro della liturgia in ogni ora del giorno. Peraltro anche oggi, in molte chiese, vi è l'abitudine di celebrare nel pomeriggio, prima o dopo la Messa, l'adorazione del Santissimo Sacramento, spesso della durata di un'ora (ora di adorazione), accompagnata dalla recita del Santo Rosario e conclusa dalla benedizione con le modalità sopra descritte.

## Ministri
Ministri di questo rito sono i chierici (cioè i vescovi, i presbiteri e i diaconi).

## Rito ambrosiano
Nel rito ambrosiano il colore liturgico di questa celebrazione è il rosso. Inoltre, a differenza del rito romano, dopo l'orazione segue il saluto "Il Signore sia con voi", a cui il popolo risponde "E con il tuo spirito. Kyrie eleison, Kyrie eleison, Kyrie eleison". Durante la benedizione l'officiante recita la formula tipica "Vi benedica Dio onnipotente, Padre e Figlio e Spirito santo".